# Prentiss (Misisipi)
Prentiss es un pueblo del Condado de Jefferson Davis, Misisipi, Estados Unidos. Según el censo de 2000 tenía una población de 1.158 habitantes y una densidad de población de 239.1 hab/km².

## Demografía
Según el censo de 2000, había 1.158 personas, 479 hogares y 323 familias residiendo en la localidad. La densidad de población era de 239,1 hab./km². Había 537 viviendas con una densidad media de 110,9 viviendas/km². El 79,53% de los habitantes eran blancos, el 19,17% afroamericanos, el 0,60% amerindios, el 0,09% asiáticos y el 0,60% pertenecía a dos o más razas. El 1,47% de la población eran hispanos o latinos de cualquier raza.
Según el censo, de los 479 hogares en el 24,4% había menores de 18 años, el 50,9% pertenecía a parejas casadas, el 13,4% tenía a una mujer como cabeza de familia y el 32,4% no eran familias. El 30,9% de los hogares estaba compuesto por un único individuo y el 18,2% pertenecía a alguien mayor de 65 años viviendo solo. El tamaño promedio de los hogares era de 2,26 personas y el de las familias de 2,80.
La población estaba distribuida en un 19,9% de habitantes menores de 18 años, un 7,0% entre 18 y 24 años, un 23,9% de 25 a 44, un 25,7% de 45 a 64 y un 23,4% de 65 años o mayores. La media de edad era 44 años. Por cada 100 mujeres había 88,3 hombres. Por cada 100 mujeres de 18 años o más, había 84,3 hombres.
Los ingresos medios por hogar en la localidad eran de 29.200 dólares ($) y los ingresos medios por familia eran 38.571 $. Los hombres tenían unos ingresos medios de 31.875 $ frente a los 21.806 $ para las mujeres. La renta per cápita para la ciudad era de 18.486 $. El 22,5% de la población y el 17,2% de las familias estaban por debajo del umbral de pobreza. El 47,6% de los menores de 18 años y el 9,7% de los habitantes de 65 años o más vivían por debajo del umbral de pobreza.

## Geografía
Según la Oficina del Censo de los Estados Unidos, la localidad tiene un área total de 4,8 km², todos ellos correspondientes a tierra firme.